# Religioni in Afghanistan
La religione maggioritaria in Afghanistan è l'Islam, praticato da oltre il 99% dei suoi cittadini; la rappresentanza dei sunniti (che segue la corrente hanafi) viene a costituire tra l'80 e l'89% della popolazione totale, mentre per il restante 7-15% si tratta di sciiti; l'1% rimanente pratica altre o nessuna religione.
Oltre ai musulmani vi sono minoranze di cristiani, buddhisti, parsi, bahai, Sikh e indù.
Con un tasso di crescita della popolazione di 3,85 figli per donna l'Afghanistan è uno dei paesi con più alta crescita di popolazione musulmana al mondo.

## Storia
Il paese non è sempre stato religiosamente omogeneo, in quanto sia antiche greci con la loro mitologia che ebrei, sia seguaci di Zoroastro provenienti dalla Persia che buddhisti giunti dall'India han tutti lasciato una loro impronta riconoscibile nella sua storia. Dopo la breve occupazione di Alessandro Magno col suo esercito greco-macedone nel IV sec a.C. la zona è stata controllata fino al 305 a.C. dall'impero seleucide, quando gran parte del suo territorio cadde nelle mani dell'impero Maurya fondato dall'imperatore indiano Ashoka (successivamente convertitosi alla dottrina buddhista.
La dinastia Maurya ha portato la conoscenza delle religioni di quello che sarà definito come subcontinente indiano fino alle terre afghane dell'Asia centrale; tutta la regione meridionale dell'attuale Afghanistan rimase quindi di sicura fede buddhista fino al 185 a.C. quando cadde l'impero. In seguito fu vigente una varia commistione di credenze popolari con le suddette religioni importate.
All'epoca dell'impero sassanide, il cristianesimo fece il suo ingresso nei territori dell'odierno Afghanistan; le fonti documentano l'esistenza di diverse comunità e monasteri cristiani, in particolare nella zona di Herat, dove è documentata una sede metropolitana della Chiesa d'Oriente dal V all'XI secolo.
Nel VII secolo gli arabi musulmani omayyadi fecero la loro prima irruzione in terra afghana dopo aver gravemente sconfitto i Sassanidi durante la battaglia di Nihavand (nell'anno 642); a seguito del deciso tracollo conseguente alla battaglia perduta l'ultimo imperatore della dinastia sassanide Yazdgard III fuggì verso est con il rimanente delle sue truppe che riuscirono a porsi in salvo. Per inseguire il fuggitivo braccato gli arabi scelsero di entrare in Afghanistan dal nordest dell'attuale Iran giungendo presto alle porte di Herat, laddove s'installarono con una gran parte del loro esercito prima di avanzare verso il resto del paese: gli arabi conquistatori s'impegnarono immediatamente ed attivamente esercitando notevoli sforzi nell'intento di convertire alla nuova fede del profeta Maometto la gente del posto.
Una gran parte degli abitanti autoctoni delle regioni più a nord del paese accettarono presto la fede musulmana grazie all'opera missionaria degli omayyadi, in particolare sotto il regno del califfo Omar II ibn 'Abd al-'Aziz (717-20) e del suo successore Hisham ibn 'Abd al-Malik (723-43).
Fino al 1890 la regione della provincia di Nurestan era anche conosciuta anche come il paese di Kafiristan (ossia la "terra dei kafir" o infedeli) a causa dei suoi abitanti: la popolazione dei Nuristani difatti è sempre stato un popolo etnicamente distinto rispetto al resto della popolazione, praticante varie forme di animismo, politeismo e sciamanesimo.

### Storia post-1979
A seguito dell'invasione dell'Afghanistan da parte dell'URSS nel 1979 (vedi Guerra in Afghanistan (1979-1989)) a sostegno di un governo di matrice comunista di innescato un forte intervento da parte della religione nel conflitto politico, con i seguaci musulmani uniti all'opposizione anti-sovietica multi-etnica. Una volta che il regime didattoriale filo-sovietico di stampo marxista salì al potere il Partito Democratico Popolare dell'Afghanistan (PDPA), fondato nel 1965, si mosse in maniera decisa verso la oppressione di ogni forma religiosa.
Il partito comunista impose l'ateismo imprigionando, torturando ed infine anche uccidendo molti membri dell'establishment religioso. Dopo la riconciliazione nazionale a seguito dei colloqui avviati a partire dal 1987, soprattutto per volontà dell'allora Segretario generale del Partito Comunista dell'Unione Sovietica Michail Gorbačëv (il quale con la sua operazione di perestroika e glasnost fu propugnatore di vasti processi di riforma) l'Islam tornò ancora una volta ad esser considerata la religione di Stato ed il paese tolse la parola "democratico-popolare" (vedi Repubblica democratica dell'Afghanistan) dalla sua denominazione ufficiale. Dal 1987 al 1992 il nome ufficiale della nazione tornò provvisoriamente ad esser quello di "Repubblica dell'Afghanistan", già assunto in precedenza dal 1973-78. Da questo momento in poi la nazione intraprese comunque un poco alla volta sempre più la via che conduce alla Repubblica Islamica.
Per la popolazione degli afghani a tutt'oggi l'Islam viene a rappresentare un fortissimo sistema simbolico potenzialmente unificante, che compensa le divisioni che spesso fuoriescono alla superficie a causa dell'esistenza d'un profondo orgoglio identitario e fedeltà tribale, oltre ad un altrettanto profondo senso dell'onore personale e familiare derivante dal ritrovarsi in società multi-tribali e multi-etniche come è l'Afghanistan: le moschee non funzionano solamente come luoghi di culto, ma anche per una moltitudine di altre funzioni tra cui riparo per gli ospiti e luoghi d'incontro e socializzazione, di confronto e dialogo, istruzione scolastica ed attenzione al rispetto delle varie festività. Quasi ogni afghano almeno una volta durante la propria gioventù ha passato un certo periodo di tempo a studiare in una madrasa.

## Gruppi religiosi minoritari

### Islam sciita
I musulmani sciiti costituiscono una percentuale che varia tra il 7 e il 15% dell'intera popolazione, in prevalenza appartenenti all'etnia Hazara, ma anche con alcuni minimi gruppi praticanti l'originario ismailismo. Infine i tagiki Qizilbash residenti in Afghanistan sono tradizionalmente sciiti.

### Zoroastriani
Secondo la World Christian Encyclopedia, che ha fornito le statistiche per i paesi del mondo, vi sono ancora alcuni zoroastriani rimasti in Afghanistan; anche se le cifre variano sembrano esserci stati nel 1970 fino a 300.000 afghani considerati seguaci della fede di Zoroastro.

### Buddhisti
In passato il buddhismo è stato molto diffuso in Afghanistan, ma dopo la conquista musulmana è diventato una religione di minoranza. In seguito ha cominciato a declinare, finché nel XIII secolo si è praticamente estinto. Secondo una stima dell'Association of Religion Data Archives (ARDA) riferita al 2020, vi sarebbe ancora nel Paese un piccolo gruppo di buddhisti.

### Sikh e indù
Vi sono all'incirca 4.000 afghani che seguono e praticano il sikhismo e l'induismo, concentrati soprattutto nelle tre maggior città di Kabul, Jalalabad e Kandahar. Il senatore " Awtar Singh" è l'unico parlamentare presente oggi di fede Sikh.

### Fede Baha'i
Il bahaismo è stato introdotto ed accettato ufficialmente in Afghanistan a partire dal 1919, anche se fedeli Baha'i vivevano in alcune zone delimitate del paese fin dagli anni '80 del secolo precedente: attualmente, secondo una recente stima si trovano all'interno dei confini nazionali 400 credenti.

### Cristianesimo
Alcune voci non confermate affermano vi possano essere in territorio afghano dai 500 agli 8.000 cristiani autoctoni, costretti a praticare la propria fede in segreto.

### Ebraismo
Vi era una piccola comunità ebraica presente in Afghanistan che ha lasciato il paese nelle immediate vicinanze dell'invasione sovietica del 1979; a tutt'oggi l'unico fedele dell'ebraismo rimasto nel paese è "Zablon Simintov", un commerciante turkmeno di tappeti e ristoratore. Egli si ritrova ad esser anche l'ultimo custode dell'antica sinagoga della capitale. Si pensa vi siano tra i 500 e i 1000 ebrei in Afghanistan; ma costretti o a vivere segretamente la propria fede o a convertirsi alla religione musulmana subito dopo che i talebani hanno preso il controllo del paese con la forza: si trovano comunità ebraiche afghane in Israele, Stati Uniti, Canada e Regno Unito.

## Libertà religiosa
Nel 2004 la costituzione afghana ha dichiarato l'islam religione di stato e ha stabilito che i seguaci di religioni diverse dall'islam sono liberi di esercitare la propria fede e i propri riti religiosi entro i limiti delle disposizioni di legge. Il proselitismo da parte delle religioni non islamiche è vietato ed è vietata anche la conversione dei musulmani ad altra religione. L'ateismo è vietato, ma non l'agnosticismo. La costituzione ha riservato un seggio del parlamento alla minoranza indù o sikh; queste due minoranze sono state libere di aprire luoghi di culto e formare il loro clero. In seguito ad una sentenza della Corte Suprema del 2007, la religione bahai non è stata riconosciuta: i bahai sono considerati infedeli nei confronti dell'islam e i musulmani che si convertono a questa religione sono considerati apostati.
Nell'agosto del 2021 i talebani hanno ripreso il potere in Afghanistan e nel successivo mese di ottobre hanno dichiarato di avere intenzione di sviluppare una nuova costituzione basata sulla sharia. Molti cristiani, sikh e indù hanno lasciato l'Afghanistan, temendo che l'interpretazione talebana della sharia potrebbe causare persecuzioni religiose. I sikh e gli indù rimasti hanno espresso preoccupazioni per la loro incolumità fisica: in un incontro tenutosi nel mese di dicembre 2021 un rappresentante del governo li ha rassicurati, affermando che i talebani proteggeranno i loro luoghi di culto. L'esponente governativo ha tuttavia affermato che i gruppi religiosi non musulmani dovranno seguire alcune regole: le donne quando stanno in pubblico dovranno indossare l'hijab e dovranno esser accompagnate da un parente maschio anche se non sono musulmane; le attività commerciali di proprietà delle minoranze religiose saranno soggette a limitazioni di orario per la vendita della merce; gli appartenenti alle minoranze religiose non potranno riprodurre musica. Nessuna rassicurazione è stata data ai cristiani.  L'associazione International Christian Concern ha riferito che sono state effettuate diverse minacce specifiche contro i cristiani: secondo alcune notizie, in alcune zone i talebani avrebbero avvertito i cristiani di astenersi dal radunarsi tra loro. L'unico ebreo presente in Afghanistan, che custodiva la sinagoga della capitale, ha preferito lasciare il Paese dopo il ritorno al potere dei talebani.